# Toni Jodar
Toni Jodar (Barcelona, 2 de novembre de 1954) és un ballarí i mestre de dansa català. Va començar la seva carrera als anys 1980 i combina la preparació física d'actors amb el treball de consciència postural i de moviment. Jodar va ampliar estudis amb diverses estades als Estats Units d'Amèrica. Des de llavors ha realitzat més d'un miler d'actuacions arreu del món. Com a ballarí cal destacar la seva col·laboració amb Gelabert-Azzopardi (1989-2000, 2005-13). Una de les seves particularitats són les intervencions com a performer en espectacles dirigits per Cesc Gelabert, Albert Vidal, Carles Santos, Jerome Savary, Magda Puyo-Marta Carrasco i Joan Baixas. També ha col·laborat amb companyies com Dagoll Dagom, Els Comediants, La Fura dels Baus i l'Auditori de Barcelona, entre d'altres.
Com a professor i divulgador, es dedica a la difusió de la dansa amb el projecte Explica dansa, per la qual va rebre una menció especial de les Arts Escèniques del Premi Ciutat de Barcelona 2002 i el Premi de l'Associació de professionals de la Dansa de Catalunya (APDC) 2006.